# إعلان آرو
في دعاوى براءات الاختراع في المملكة المتحدة، إعلان آرو هو إعلان أو أمر يلتمس من المحكمة، لأسباب تتعلق باليقين القانوني، بأن المنتج (أو العملية) التي سيتم إطلاقها كانت قديمة (أي غير جديدة ) أو واضحة من حيث قانون براءات الاختراع في تاريخ معين، بحيث لا يمكن أن يتأثر المنتج (أو العملية) (أي لا يمكن أن ينتهك) أي براءة اختراع منحت في وقت لاحق، والتي ستفتقر بالضرورة أيضًا إلى الجدة والحداثة أو الخطوة الابتكارية. تم تسمية الأمر على اسم شركة Arrow Generics Ltd. v Merck & Co Inc [2007] EWHC 1900 (Pat) ، حيث اقتراح في الأصل أن تكون هذه الآلية متاحة كإنصاف تفسيري.   تم منح مثل هذا الإعلان لأول مرة في قضية Fujifilm Kyowa Kirin Biologics Company Ltd v Abbvie Biotechnology Ltd [2017] EWHC 395 (Pat)، محكمة براءات الاختراع، إنجلترا، 3 مارس/آذار 2017.
إن هذا الدفاع يشبه ما يسمى "دفاع جيليت"، أي "الحجة في إجراءات الانتهاك والتعدي (...) بأن منتج المدعى عليه يطبق تكنولوجيا معرفة مسبقة، بحيث أن أي براءة اختراع ينتهكها يجب أن تكون غير صالحة."